# John Little
John B. Little (Elmira, Nova Iorque, 15 de janeiro de 1956) é um matemático estadunidense, que trabalha com geometria algébrica.
Little estudou matemática a partir de 1972 no Haverford College (bacharelado em 1976 magna cum laude) e a partir de 1976 na Universidade Yale, onde obteve um doutorado em 1980, orientado por Bernard Saint-Donat, com a tese Translation manifolds and the converse of Abel's theorem. Em 1979/1980 esteve na Universidade Harvard. Em 1980 foi professor assistente, em 1986 professor associado e em 2003 professor de matemática no College of the Holy Cross.
Recebeu o Prêmio Leroy P. Steele por divulgação da matemática de 2016, juntamente com David Archibald Cox e  Donal O’Shea, por seu livro-texto introdutório sobre geometria algébrica.

## Obras
- com David Cox, Donal O’Shea: Ideals, varieties, and algorithms: an introduction to computational algebraic geometry and commutative algebra, 4ª Edição, Springer Verlag 2015
- com David A. Cox, Donal O’Shea: Using algebraic geometry, 2ª Edição, Springer Verlag 2005
- com David A. Cox, Henry Schenck: Toric Varieties, American Mathematical Society 2011